# Кинзябулатово
Кинзябула́тово (баш. Кинйәбулат) — деревня в Зианчуринском районе Республики Башкортостан Российской Федерации. Входит в состав Суренского сельсовета.

## География

### Географическое положение
Расстояние до:
- районного центра (Исянгулово): 21 км,
- центра сельсовета (Кугарчи): 3 км,
- ближайшей ж/д станции (Саракташ): 75 км.

## Население
| 1939 | 1959 | 1970 | 1979 | 1989 | 2002 | 2009 |
| ---- | ---- | ---- | ---- | ---- | ---- | ---- |
| 218  | ↘206 | ↗244 | ↘201 | ↘159 | ↗175 | ↗182 |
| 2010 |      |      |      |      |      |      |
| ↗183 |      |      |      |      |      |      |

Национальный состав
Согласно переписи 2002 года, преобладающая национальность — башкиры (98 %).

## Религия
В деревне есть мечеть.

## Известные уроженцы
- Ишмурзин, Аухади Галяутдинович - один из руководителей Бурзян-Тангауровского восстания.